# Luz Chavita
Luz Chavita est le nom de scène de Luisa Lacalle, née en 1880 (date de décès est inconnue). C'est une danseuse espagnole qui gagne une reconnaissance internationale durant la Belle Époque et est danseuse étoile à Paris avant de retourner en Espagne pour y investir ses économies.

## Biographie
Luisa Lacalle est née en 1880 à Jerez de la Frontera en Espagne dans une famille pauvre originaire de Séville. Très jeune, elle montre des compétences prometteuses en danse. Elle suit des cours de danse auprès de Juana la Macarrona. À l'âge de quatorze ans, Luisa Lacalle commence la danse professionnelle sous le nom d'artiste Lulu ou Luz Chavita. Son talent lui valant une certaine réputation, elle déménage à Paris avec une lettre de recommandation pour le comte de Pradère, Daniel de Carbalho y de Prat. Le comte de Pradère la présente à Antonin Périvier et Fernand de Rodays, les directeurs du journal Le Figaro. Le duo organise fréquemment des spectacles à des abonnés aristocrates et y invite Luz Chavita. Du jour au lendemain, elle fait sensation et est gagne le rang de nouvelle star.
Avant ses débuts officiels, Luz Chavita étudie auprès de Madame Mariquita durant les deux années suivantes. Peu après, elle débute à La Scala, puis joue aux Folies Bergère, où elle est recrutée en même temps que Juanita de Frezia, La Belle Gerrero, et Mlle Hernandez pour danser sur leur répertoire espagnol qui mettait en valeur leur décolleté et leurs jambes nues,. Elle se produit dans toute l'Europe, visitant Berlin, Budapest, Londres, Vienna et d'autres villes majeures avant d'être engagée par El Alcázar à Marseille. En 1898, elle fait partie des solistes se produisant au Ballet de l'Opéra Comique tout comme Régina Badet, Aïda Boni, Jeanne Chasles, Cléo de Mérode et Stacia Napierkowska. Le théâtre acquiert bientôt la réputation d'être le théâtre « le plus artistique » de Paris.

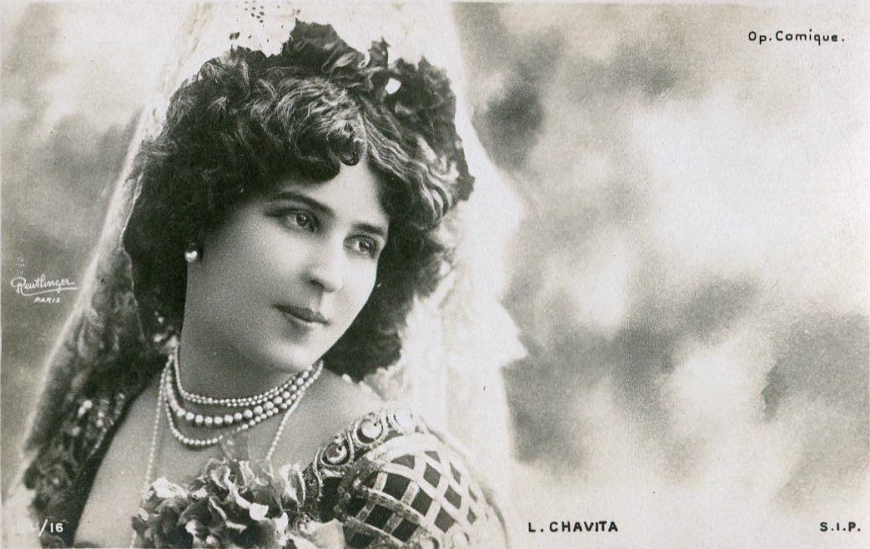
Luz Chavita par Reutlinger

Dans un autre spectacle organisé par Le Figaro en 1899, Luz Chavita gagne encore davantage en popularité. Le journal prend le parti de Alfred Dreyfus et accepte de publier des documents qui ont un impact sur la gestion de l'affaire Dreyfus par le gouvernement. La police planifie une décente pour confisquer des documents, mais à leur arrivée, Luz Chavita commence sa représentation, retardant la perquisition jusqu'à ce que les documents soient mis en sûreté. L'histoire est rapportée par les journaux de Madrid jusqu'aux États-Unis,,. Parmi ses autres représentations remarquables à l'Opéra-Comique, il y a son interprétation de Carmen en 1901 et la Danse au temps de Gavarni en 1903 dont la polka est qualifiée d'exquise,.
Luz Chavita épargne ses revenus, en les investissant avec prudence, et annonce sa retraite de la scène en 1905. Elle confirme son départ de Paris en 1908 et retourne à Séville où elle achète une propriété rue Santa Clara, puis un autre maison sur la rue Goyonetta. Elle rénove ses deux propriétés avec des éléments modernes de Paris, prend soin de ses parents âgés, et acquiert un vignoble à Jerez, qu'elle gère durant de nombreuses années,,.
La date de décès de Luz Chavita est inconnue. En 1905, le plafond du restaurant Paillard à Paris, où les aristocrates et les membres de la famille royale dînent, est décoré d'une peinture intitulée Femmes du vingtième siècle de Lucien-Victor Guirand de Scévola. Un portrait de Luz Chavita y est inclus.